# Phoracantha recurva
Phoracantha recurva är en skalbaggsart som beskrevs av Newman 1840. Phoracantha recurva ingår i släktet Phoracantha och familjen långhorningar.
Artens utbredningsområde är:
- Frankrike.
- Malawi.
- Moçambique.
- Paraguay.
- Uruguay.

Inga underarter finns listade i Catalogue of Life.

## Bildgalleri

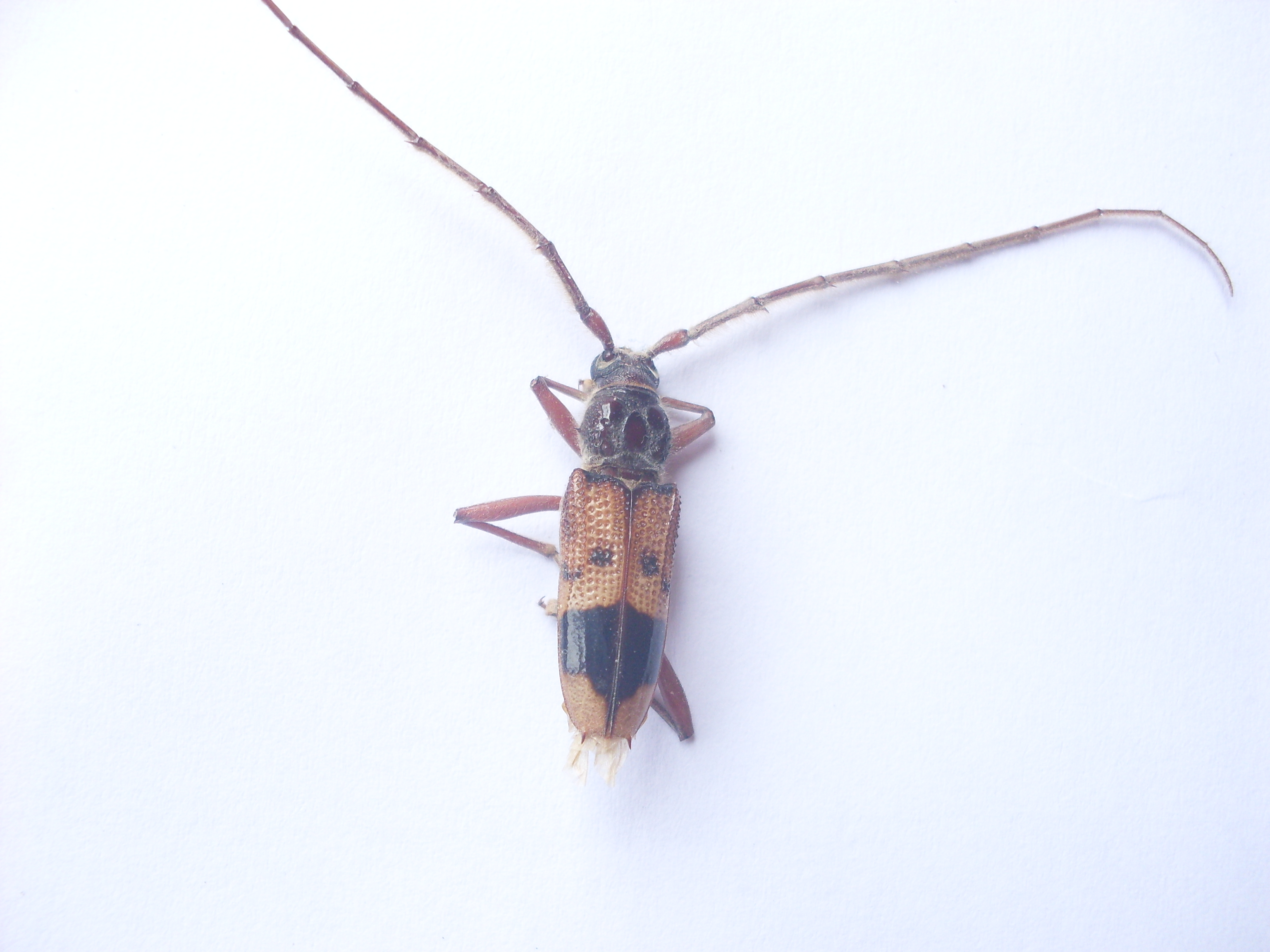